# Stenoria erevanensis
Stenoria erevanensis là một loài bọ cánh cứng trong họ Meloidae. Loài này được Iablokoff-Khnzorian miêu tả khoa học năm 1958.